# Goldene Regel der Messtechnik
Die goldene Regel der Messtechnik ist eine Faustregel die besagt, dass die Unsicherheit eines Messgerätes ein Zehntel, im äußersten Fall ein Fünftel der Toleranz nicht überschreiten sollte. Die goldene Regel hilft mit dieser Angabe bei der Auswahl eines für eine spezifische Messaufgabe geeigneten Messmittels.

## Hintergrund
Im Sinne des Austauschbaus werden viele gleiche Bauteile mit den gleichen Nennmaßen hergestellt. Trotz aller Präzision wird das gewünschte Nennmaß nie perfekt erreicht – es gibt immer geringe Abweichungen. Damit die Funktion jedes Bauteils trotzdem gewährleistet werden kann, wird das zu erreichende Nennmaß mit einer Toleranz versehen. In der Qualitätssicherung, die an die Produktion anschließt, wird geprüft, ob das erreichte Istmaß innerhalb der Toleranz liegt. Die Auswahl des Messgerätes hängt von der Toleranzfeldbreite ab. Bei einer sehr großen Toleranz reicht ein sehr einfaches Messmittel. Bei sehr engen Toleranz müssen sehr präzise Messmittel verwendet werden. Die goldene Regel hilft an dieser Stelle bei der Auswahl eines geeigneten Messmittels. Die Toleranzfeldbreite wird durch 10 geteilt und ein Messmittel ausgewählt, dessen Messunsicherheit geringfügig kleiner ist als der berechnete Wert.
Findet sich kein Messmittel, das die Bedingung der goldenen Regel erfüllt, so muss ein Eignungsnachweis (z. B. Messsystemanalyse oder Messunsicherheitsanalyse) geführt werden, der die Eignung des Messgerätes für die korrekte Erfüllung der Messaufgabe belegt.

## Geschichte
Die goldene Regel der Messtechnik geht zurück auf Georg Berndt, der sie in den Jahren zwischen 1924 und 1930 formulierte. In Frankreich wurde die Regel bereits kurz darauf übernommen und erstmals als "règle d'or" (franz. für goldene Regel) bezeichnet. Obwohl der genaue Einfluss der Messunsicherheit auf die Resttoleranz zur Zeit der Aufstellung der Goldenen Regel noch nicht bekannt war, hatte sie sich schon früh als empfehlenswert erwiesen und ist bis heute als eine erste Abschätzung für die Eignung eines Prüfmittels etabliert.